# Labiidae
Labiidae es una familia de insectos en el orden Dermaptera. Son tijeretas de tamaño moderado y cosmopolita, cuyos miembros generalmente no superan los 1,5 centímetros de longitud.

## Subfamilias
Esta familia esta organizada en 13 subfamilias que comprenden unos 40 géneros con un total de unas  500 especies.
- Caecolbaiinae Steinmann, 1989
- Cosmogeracinae Brindle, 1982
- Geracinae Brindle, 1971
- Isolaboidinae  Brindle, 1978
- Isopyginae Hincks, 1951
- Labiinae  Burr, 1911
- Nesogastrinae Verhoeff, 1902
- Pericominae Burr, 1911
- Ramamurthinae Steinmann, 1975
- Sparattinae Verhoeff, 1902
- Spongiphorinae Verhoeff, 1902
- Strongylopsalinae Burr, 1911
- Vandicinae Burr, 1911